# Vartej
Vartej é uma vila no distrito de Bhavnagar, no estado indiano de Gujarat.

## Geografia
Vartej está localizada a 21° 44′ N, 72° 04′ L. Tem uma altitude média de 29 metros (95 pés).

## Demografia
Segundo o censo de 2001, Vartej tinha uma população de 9703 habitantes. Os indivíduos do sexo masculino constituem 52% da população e os do sexo feminino 48%. Vartej tem uma taxa de literacia de 62%, superior à média nacional de 59,5%: a literacia no sexo masculino é de 70% e no sexo feminino é de 53%. Em Vartej, 16% da população está abaixo dos 6 anos de idade.